# Glückliche Reise (Operette)
Glückliche Reise ist eine Operette in drei Akten (sieben Bildern) von Eduard Künneke. Das Libretto verfasste Max Bertuch. Kurt Schwabach steuerte die Liedtexte bei. Uraufführung war am 23. November 1932 im Theater am Kurfürstendamm in Berlin.

## Orchester
Zwei Flöten, eine Oboe, zwei Klarinetten oder Saxophone, ein Fagott, zwei Hörner, zwei Trompeten, eine Posaune, eine Harfe, Schlagwerk und Streicher.

## Handlung
Der erste Akt spielt auf einer abgelegenen Pflanzung in Argentinien, die Akte zwei und drei in Berlin Ende der 20er Jahre.
Nach dem Ersten Weltkrieg, in dem sie als Offiziere gedient hatten, hielt Robert von Hartenau und seinen Freund Stefan Schwarzenberger nichts mehr in Deutschland. Sie suchten das Glück in der Fremde. Im argentinischen Urwald haben sie eine Farm aufgebaut, die sie nun erfolgreich bewirtschaften. Die einzige Verbindung zu Deutschland besteht in einer Brieffreundschaft, die jeder von ihnen mit einem Berliner Mädchen unterhält. Stefan korrespondiert mit Monika Brink. Nach dem, was sie ihm so schreibt, muss sie ziemlich reich sein, eine Dame von Welt eben. Robert korrespondiert mit Lona Vonderhoff, die keine besonders ausgeprägten Eigenschaften zu haben scheint.
Als Stefan und Robert wieder einmal Besuch von ihrem alten Freund Kapitän Brangersen erhalten, der quasi als Postbote fungiert, übermannt sie das Heimweh. Sie sehnen sich danach, ihre Brieffreundinnen endlich persönlich kennenzulernen. Weil ihnen aber gerade das nötige Kleingeld für die Überfahrt fehlt, engagiert Brangersen die zwei als Stewards.
Monika hat in ihren Briefen maßlos übertrieben. Von wegen reiche Dame! In Wirklichkeit verdient sie ihre Brötchen in einem Reisebüro. Doch damit nicht genug: Sie hat auch die Briefe an Robert verfasst und sich als ihre eigene Freundin Lona ausgegeben, ohne diese in ihren Schwindel eingeweiht zu haben; denn Lona ist mit dem wesentlich älteren Regierungsrat Hübner verlobt.
Wie es der Zufall so will, führt Stefan und Robert der Weg just in das Reisebüro, in dem Monika und Lona arbeiten. Für jedes Paar ist es Liebe auf den ersten Blick. Gemeinsam verbringen sie den Abend in einer Bar am Wannsee. Und wieder greift das Schicksal ein: Regierungsrat Hübner und seinen Freund Homann, den Chef des Reisebüros, hat es ausgerechnet in dasselbe Lokal verschlagen. Jetzt dauert es nicht mehr lange, und Monikas Schwindeleien kommen ans Tageslicht. Nach etlichen Verwicklungen und Verwechslungen fügt sich am Ende alles zum Guten. Stefan bekommt seine Monika und Robert die fesche Lona. Am Ende der Operette brechen beide Paare nach Argentinien auf. Glückliche Reise!

## Musik
Die Musik ist schwungvoll und glänzend instrumentiert. Es dominieren Tanzrhythmen, die in den 20er Jahren vorherrschend waren: Tango, Rumba, und Foxtrott. Durch die Einführung des Blues in das Werk treten auch einige jazzige Anklänge hinzu. Sowohl bei der Verfilmung als auch bei der Uraufführung in Berlin waren die Kardosch-Sänger beteiligt. Als Ohrwürmer prägen sich ein:
- Drüben in der Heimat, da blüht ein Rosengarten
- Das Leben ist ein Karussell
- Nacht muss es sein
- Liebe kennt keine Grenzen
- Schatz, der erste Satz
- Glückliche Reise

## Verfilmungen
Bereits 1933 wurde die Operette von Victor Klein verfilmt. Unter der Regie von Alfred Abel spielten Magda Schneider, Carla Carlsen und Max Hansen. Die Kardosch-Sänger, die schon an den Aufführungen am Theater am Kurfürstendamm beteiligt waren, sind am Anfang des Films zu hören. An der Neuverfilmung durch Capitol 1954 wirkten mit Thomas Engel (Regie), Paul Hubschmid, Inge Egger, Paul Klinger, Peer Schmidt und Ina Peters.